# Абдаррахман ібн Санчул
Абдаррахман (Абд ар-Рахман) ібн Санчул (*983 — 3 березня 1009) — хаджиб і фактичний володар Кордовського халіфату в 1008—1009 роках. З ним завершилося правління нащадків Абу Аміра в халіфаті, а сама держава поринула в розгардіяш, що зрештою призвів до розпаду Кордовського халіфату.

## Життєпис
Походив з роду Амірідів. Син аль-Мансура, хаджіба й фактичного правителя халіфату, й Урраки (отримала мусульманське ім'я Абда). Його дід по материнській лінії був Санчо II, король Наварри. Звідси походить додаткове ім'я Абдаррахмана — ібн Санчул (іспанською мовою Санчуело, арабською — Шанчул). У 992 році під час візиту Санчо II до Кордови вперше зустрів свого діда. У 997 році за участь у походах до Магрибу та проти сусідів-християн отримав від батька почесний титул Насир аль-Даул («Захисник династії»). У 1000 році брав участь у битві при Кервер.
За часи володарювання свого старшого зведеного брата Абд аль-Малік аль-Музаффара, що став хаджібом після батька, Абдаррахман призначається очільником північного прикордоння. Брав участь у всіх походах 1003—1008 років проти королівств Леон і Наварра, графства Кастилія. Незабаром до смерті брата отримав від нього посаду візира.
У 1008 році після раптової смерті аль-Музаффара успадкував посаду хаджіба. Разом з тим його звинувачували в отруєні брата, втім, напевне, безпідставно. На відміну від батька і брата вирішив обійняти трон халіфа. Для цього у листопаді того року змусив халіфа Гішама II оголосити себе спадкоємцем трону. Це викликало невдоволення арабської знаті та мешканців Кордови.
На початку 1009 року Абдаррахман вирушив у похід проти Альфонсо V, короля Леону, та Санчо I, графа Кастилії. Він встиг вдертися до Галісії. В цей час почалося повстання в Кордові, яке очолив Мухаммед Омеяд. Його підтримала слов'янська гвардія. Завдяки цьому було швидко повалено Гішама II. Отримавши таку звістку Абдаррахман повернувся до столиці, намагаючись придушити заколот, але його війська біля Кордови зрадили свого очільника. Хаджіба було схоплено й незабаром страчено за наказом халіфа Мухаммеда II.
Син вбитого — Абд аль-Азіз — у 1021 році захопив Валенсію, створивши тут самостійну державу (тайфу), яку було повалено династією Зу-н-Нунідів.